# Anacamptodes obliquaria
Anacamptodes obliquaria là một loài bướm đêm trong họ Geometridae.